# ミシェル・リー
ミシェル・リー（Michele Lee、1942年6月24日 - ）はアメリカの女優、歌手。
1978年生まれのアメリカの女優、ミッシェル・リー（Michele Lee）とは別人。

## 出演
- 努力しないで出世する方法 (1967年)
- ラブ・バッグ (1969年)
- めまい－ある愛の記憶 (1976年)
- ファシネーション (1986年)
- ファシネーション2 (1989年)
- 目撃 (1990年)
- ブロードウェイ・バウンド (1992年)
- ポリーmy love (2004年)
- ふたりは友達? ウィル&グレイス（シーズン7）(2004～2005年) - ゲスト出演
- バツイチママは実家暮らし (2013年) - ゲスト出演